# Буринська районна рада
Буринська районна рада — орган місцевого самоврядування Буринського району Сумської області з центром у місті Буринь.
Буринській районній раді підпорядковано 1 міська громада і 14 сільських рад, які об'єднують 61 населений пункт.

## Склад ради
До складу ради входять 34 депутати від 7 партій :
- Всеукраїнське об'єднання "Батьківщина" — 9 депутатів
- Політична партія «Воля народу» — 7 депутатів
- Блок Петра Порошенка «Солідарність» — 7 депутатів
- Партія "Відродження" — 3 депутати
- Радикальна партія Олега Ляшка — 3 депутати
- Політична партія «Українське об'єднання патріотів — УКРОП» — 3 депутати
- Політична партія «Опозиційний блок» — 2 депутати

## Керівництво
Голова Буринської районної ради — Рябоконь Євгеній Вікторович